# 敦義門
敦義門（：／ Donuimun */?），通稱西大門（韓語：서대문），是原位於朝鲜王朝首都漢陽（今韓國首爾特别市）的一座城門，朝鮮日治時期因日本當局決定在京城府建設首爾有軌電車而遭到拆除。

## 歷史
敦義門是漢城早年四度城門之一，落成於朝鮮王朝時期的1390年代。日治時期1915年，日本人以擴建道路為由將其拆卸。其所在地原屬首爾市西大門區，現因行政區域調整而改屬鐘路區。
此外，漢城四度城門和普信閣名字均按照儒學中的「仁義禮智信」思想及風水五行分別起名，它們分別被命名為興仁之門、敦義門、崇禮門及肅靖門（以「靖」代「智」）。

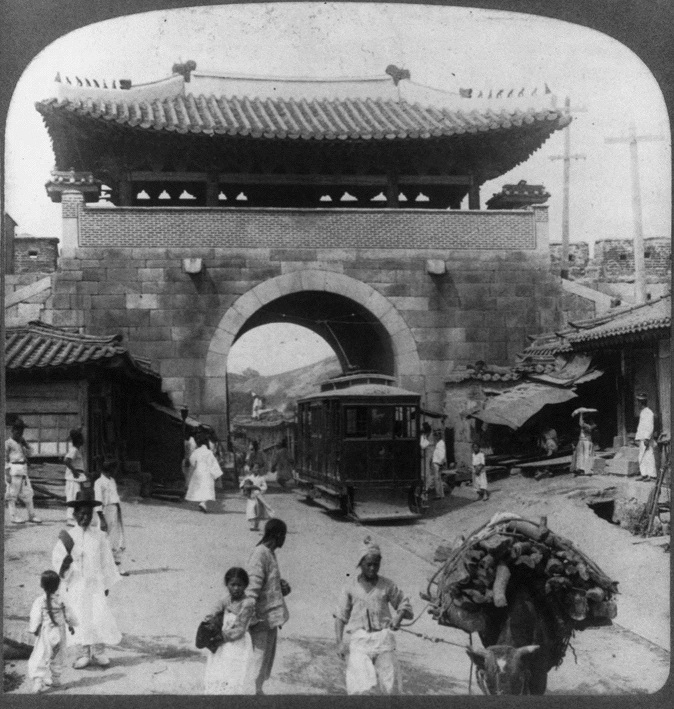
敦義門（約1894年）
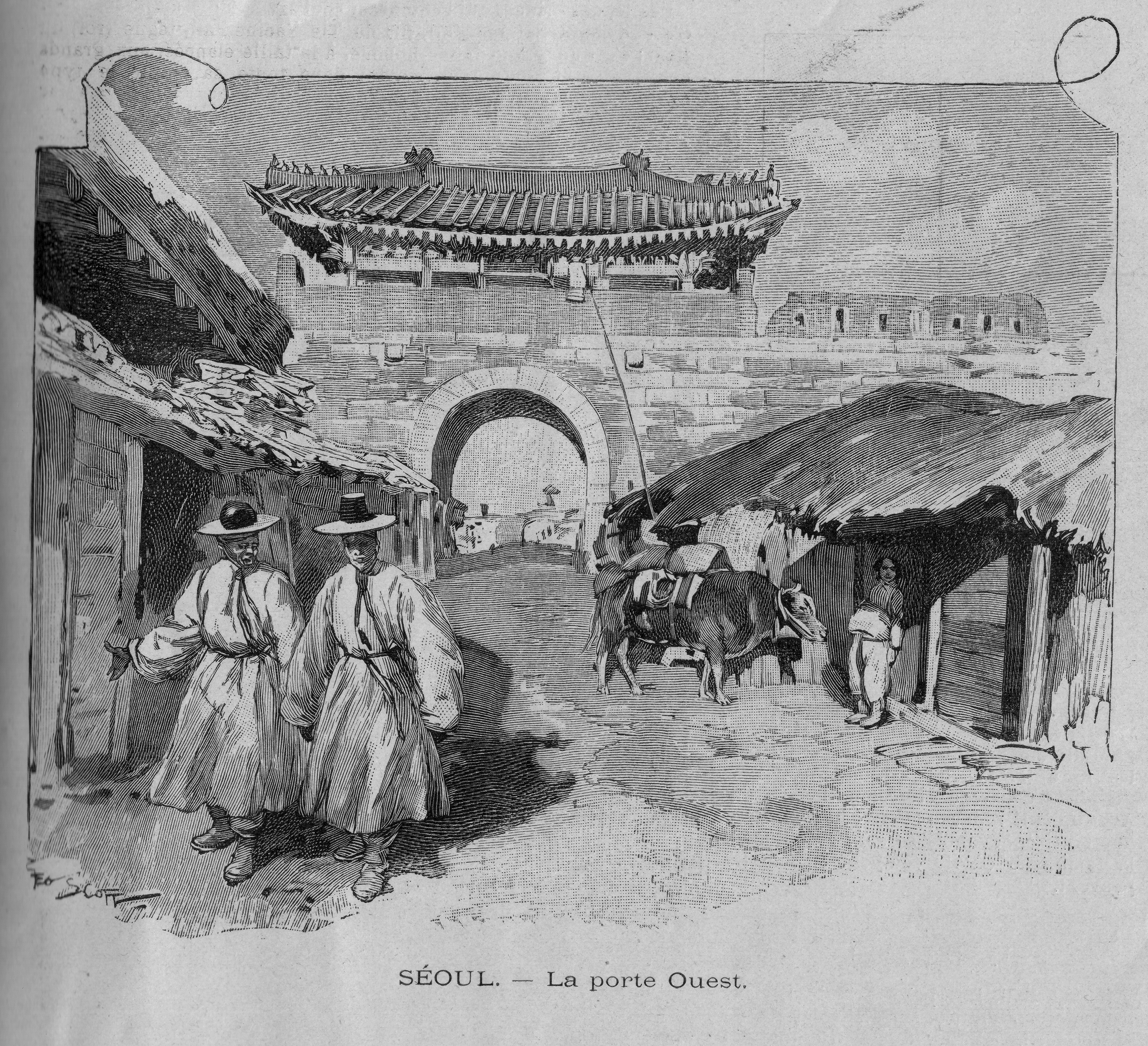
敦義門（1904年）
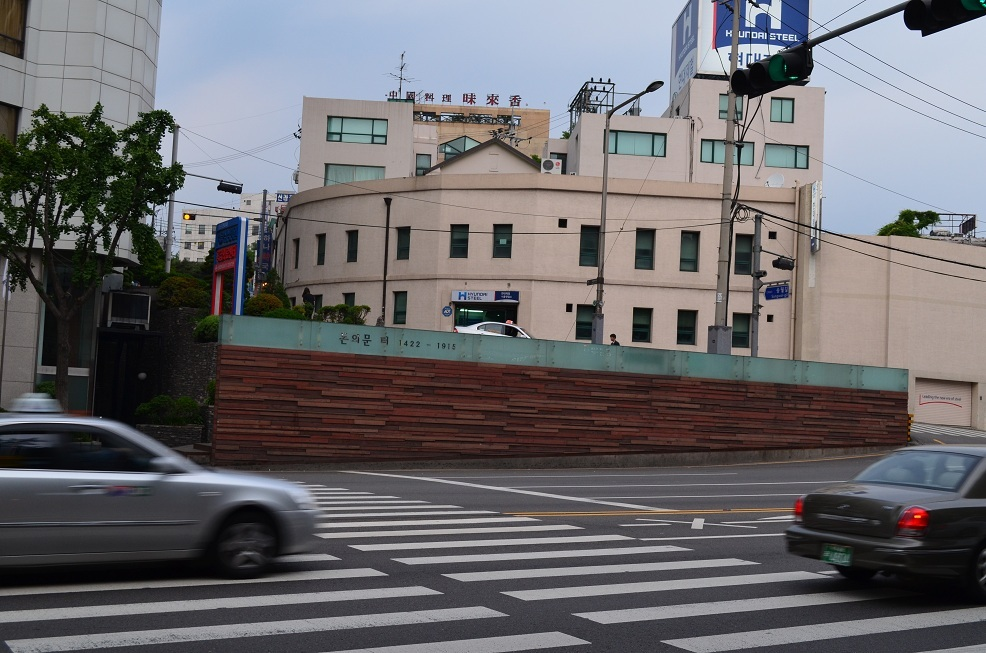
敦義門遺址（2012年5月）
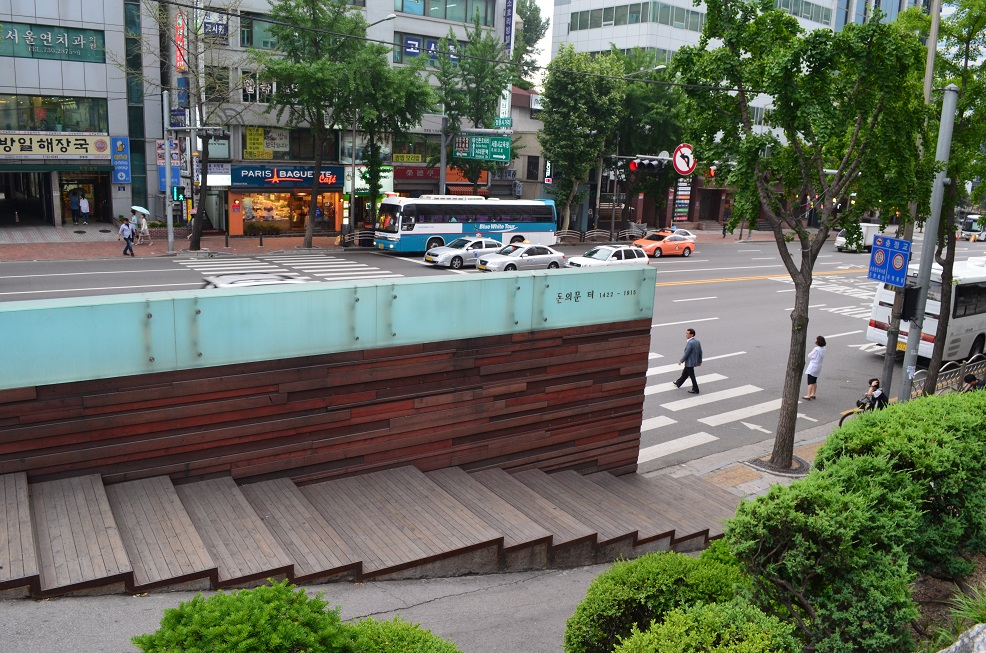
敦義門遺址（2012年5月）